# Нікопольські плавні
Ні́копольські пла́вні — комплексна пам'ятка природи місцевого значення в Україні. Розташована в межах Нікопольського району Дніпропетровської області, на схід від смт Червоногригорівка. 
Площа 3,7 га. Статус присвоєно 1974 року. Перебуває у віданні ДП «Марганецький лісгосп» (Марганецьке лісництво, кв. 37). 
Охороняються заліснені, заболочені та підтоплені ділянки в долині річки Ревун (притока Дніпра), в районі Червоногригорівських плавнів. Пам'ятка природи вирізняється розмаїттям флори і фауни, характерних для південної частини Дніпровських плавнів. Тут зростають: тополя чорна, верба біла, в'яз, берест. Вздовж берега і на мілководді збереглась рослинність болотного типу. Багатий тваринний світ. З рідкісних видів — європейська болотна черепаха. Водиться багато водоплавних птахів.

## Галерея

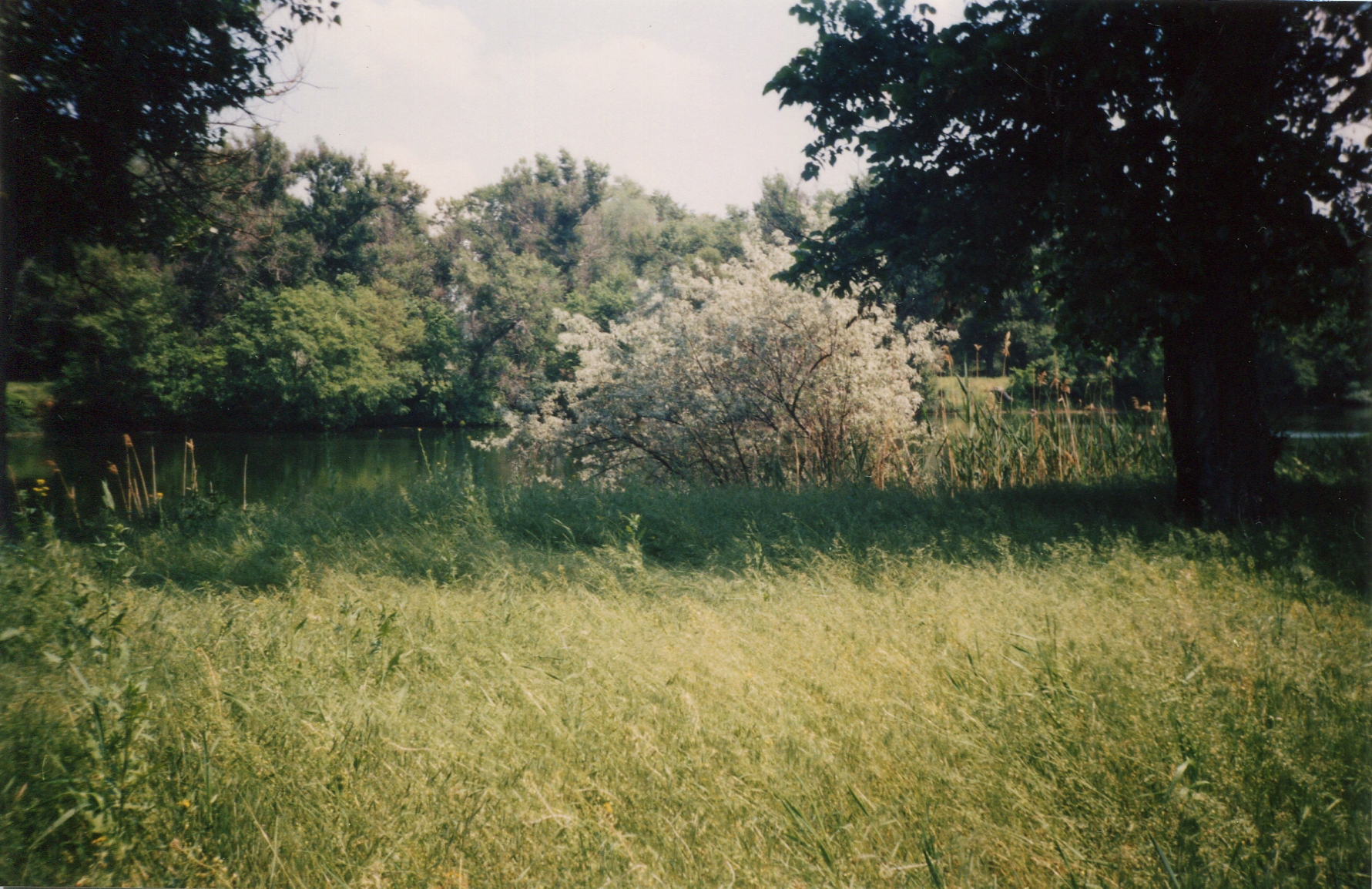
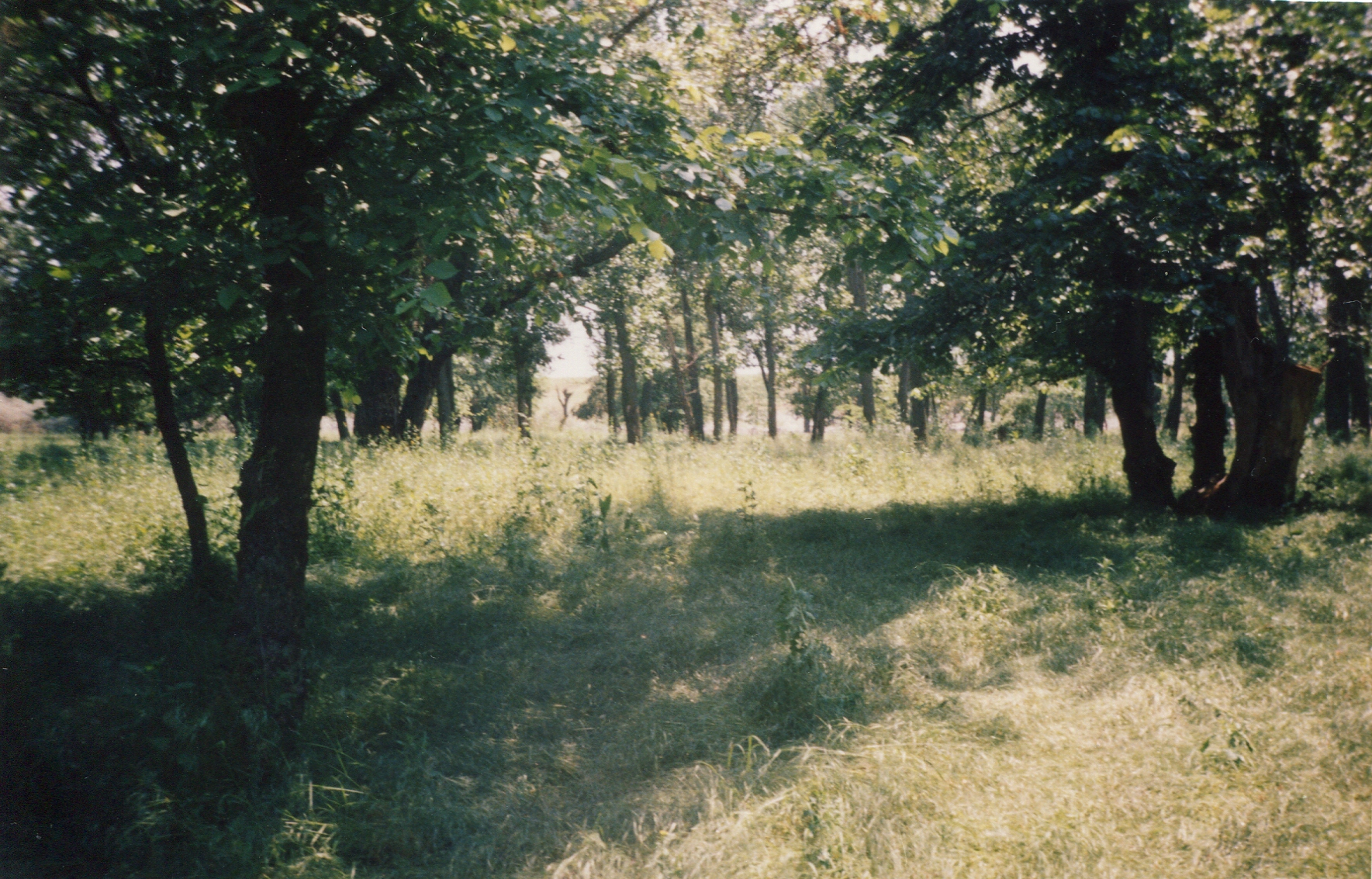
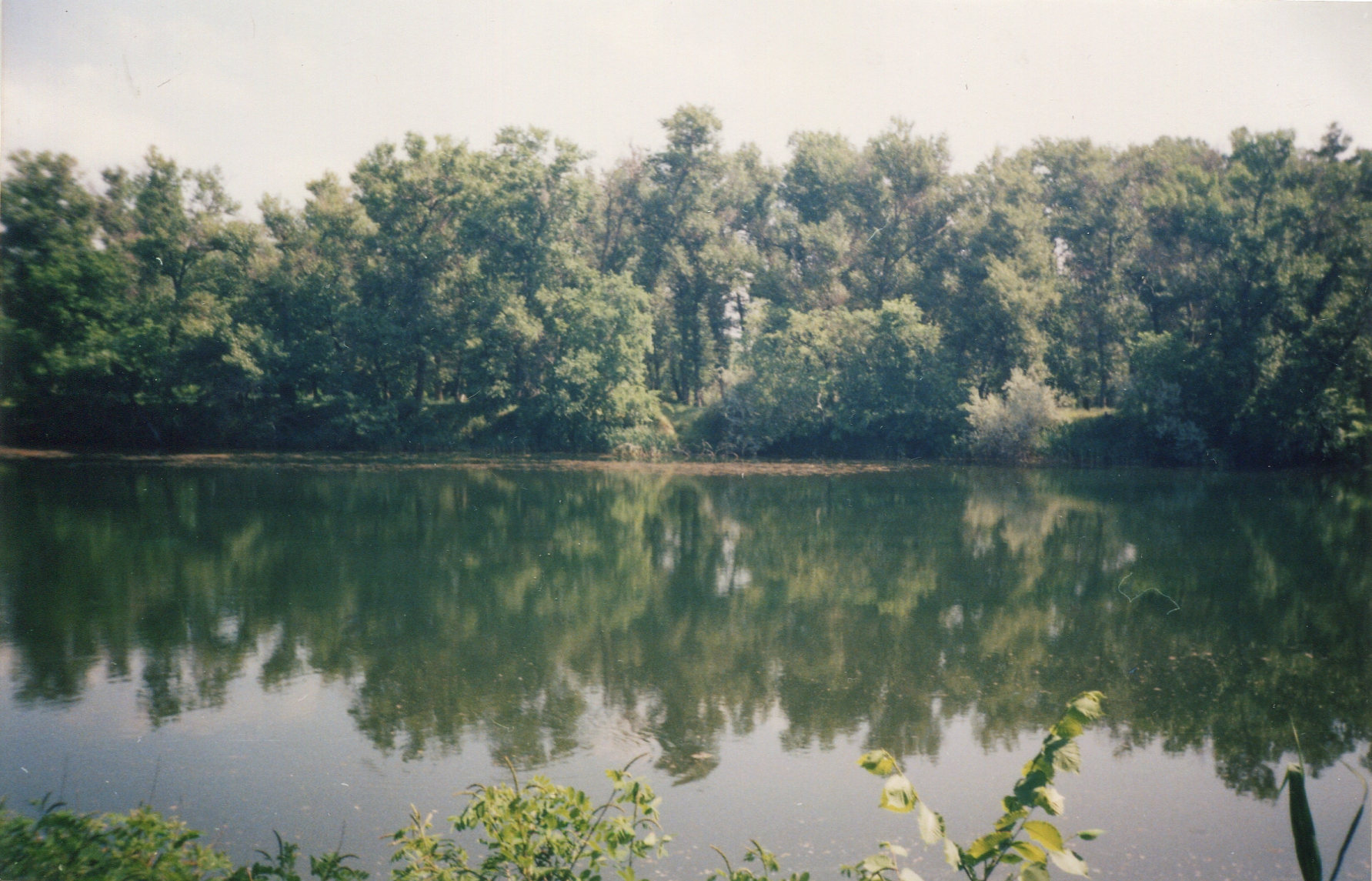